# S14
S14, cunoscută și sub numele de Sich, (în ucraineană C14 (Січ)) este o mișcare naționalistă radicală înființată în Ucraina în 2010 care a ajuns în atenția mass-mediei în 2018 ca urmare a atacurilor săvârșite împotriva taberelor de romi. S14 susține că este implicată numai în îndepărtarea taberelor ilegale și că procesul este realizat prin „argumente legale convingătoare”.
Conform organizației Radio Europa Liberă, membrii grupului au convingeri de extremă-dreapta. S14 a negat această afirmație.

## Istoric
Înființată în 2010, S14 a fost la început aripa de tineret a partidului ultranaționalist Uniunea Panucraineană „Libertatea”. S14 a fost unul dintre grupurile de extremă-dreapta implicate în Euromaidan (noiembrie 2013 - februarie 2014). Altercații violente au avut loc între aceștia și susținătorii guvernului cunoscut sub denumirea de „Titușki”.
La începutul anului 2018, S14 a semnat un acord cu primăria Kievului prin care li se permitea să stabilească o „gardă municipală” care să patruleze străzile. Pe 19 noiembrie 2018, S14 și alte organizații naționaliste - Congresul Naționaliștilor Ucraineni⁠(d), Organizația Naționaliștilor Ucraineni și Sectorul de dreapta - au susținut candidatura lui Ruslan Koshulynskyi în cadrul alegerilor prezidențiale din 2019⁠(d). Acesta a obținut 1.6% din voturi.
Terrorism Research & Analysis Consortium și alte agenții de presă au precizat că numărul 14 din numele grupului reprezintă o referință la cele 14 cuvinte, un slogan inventat de supremațistul american David Lane. Acestă asociere este însă negată de către membrii grupului care declară că alegerea se datorează faptului că S14 seamnă cu termenul Sich - nume dat centrelor militare și administrative ale cazacilor între secolele XVI-XVIII. Liderul S14, Yevhen Karas, a negat în repetate rânduri asocierea cu ideologia nazistă. Conform declarațiilor sale, principalii săi inamici sunt „grupurile etnice nonucrainene care controlează sferele politice și economice ale Ucrainei” (Karas îi include în această categorie pe ruși, evrei și polonezi). Concomitent, acesta declară că „nu ne considerăm o organizație neonazistă, suntem naționaliști ucraineni”. În mai 2018, televiziunea online Hromadske.TV a precizat că „majoritatea activităților C14 au de-a face cu Rusia sau cu cei care au simpatii proruse. Politologul german Andreas Umland declara că C14 poate fi descrisă drept mișcare neonazistă. Radio Europa Liberă menționa în iunie 2018 că membrii grupului au convingeri neonaziste.
În 2017, S14 a fost acuzat de activistul de stânga Stas Serhiyenko că au fost implicați atacul săvârșit împotriva sa. La o zi după atac, liderul S14 l-a acuzat pe Serhiyenko că este susținător al tulburărilor civile proruse în Harkov și al anexării Crimeei de către Rusia. De asemenea, acesta menționa că atacurile vor continua împotriva „bacteriilor” de pe străzile liniștite ale Ucrainei.
În iunie 2014, S14 a ajuns în atenția mass-mediei internaționale după ce au atacat tabere de romi. După un astfel de incident în mai 2018, poliția Kievului⁠(d) a declarat public că nu a primit plângeri din partea persoanelor de etnie romă. Membrii S14 au declarat că fac apel doar la „argumente legale convingătoare” în procesul de îndepărtare a taberelor ilegale de romi.